# Burning
Burning (em hangul: 버닝; em RR: Beoning) é um filme de drama e suspense sul-coreano dirigido por Lee Chang-dong. Estrelado por Yoo Ah-in, Steven Yeun e Jeon Jong-seo, baseeia-se na história de Haruki Murakami, Barn Burning.
No Festival de Cannes 2018, foi selecionado como Palma de Ouro; para o Óscar 2019, foi selecionado como o concorrente sul-coreano em Melhor Filme Estrangeiro. Em dezembro, foi divulgado como um dos pré-selecionados para tal categoria.
No Brasil, foi apresentado pela Pandora Filmes em 2018 na Mostra Internacional de Cinema de São Paulo. Em setembro de 2021, foi iniciada a pré-venda do filme em Blu-ray para lançamento exclusivo na The Originals.

## Elenco
- Yoo Ah-in como Lee Jong-su
- Steven Yeun como Ben
- Jeon Jong-seo como Shin Hae-mi

## Recepção
No agregador de críticas Rotten Tomatoes, que categoriza as opiniões apenas como positivas ou negativas, o filme tem um índice de aprovação de 95% calculado com base em 194 comentários dos críticos que é seguido do consenso: "Burning pacientemente atrai o público para um estudo de personagem lento que, em última análise, recompensa a paciência do espectador - e subverte muitas de suas expectativas". Já no agregador Metacritic, com base em 38 opiniões de críticos que escrevem em maioria para a imprensa tradicional, o filme tem uma média aritmética ponderada de 90 entre 100, com a indicação de "aclamação universal".